# Euoestrophasia aperta
Euoestrophasia aperta là một loài ruồi trong họ Tachinidae.